# Grenadiers te Paard van de Keizerlijke Garde

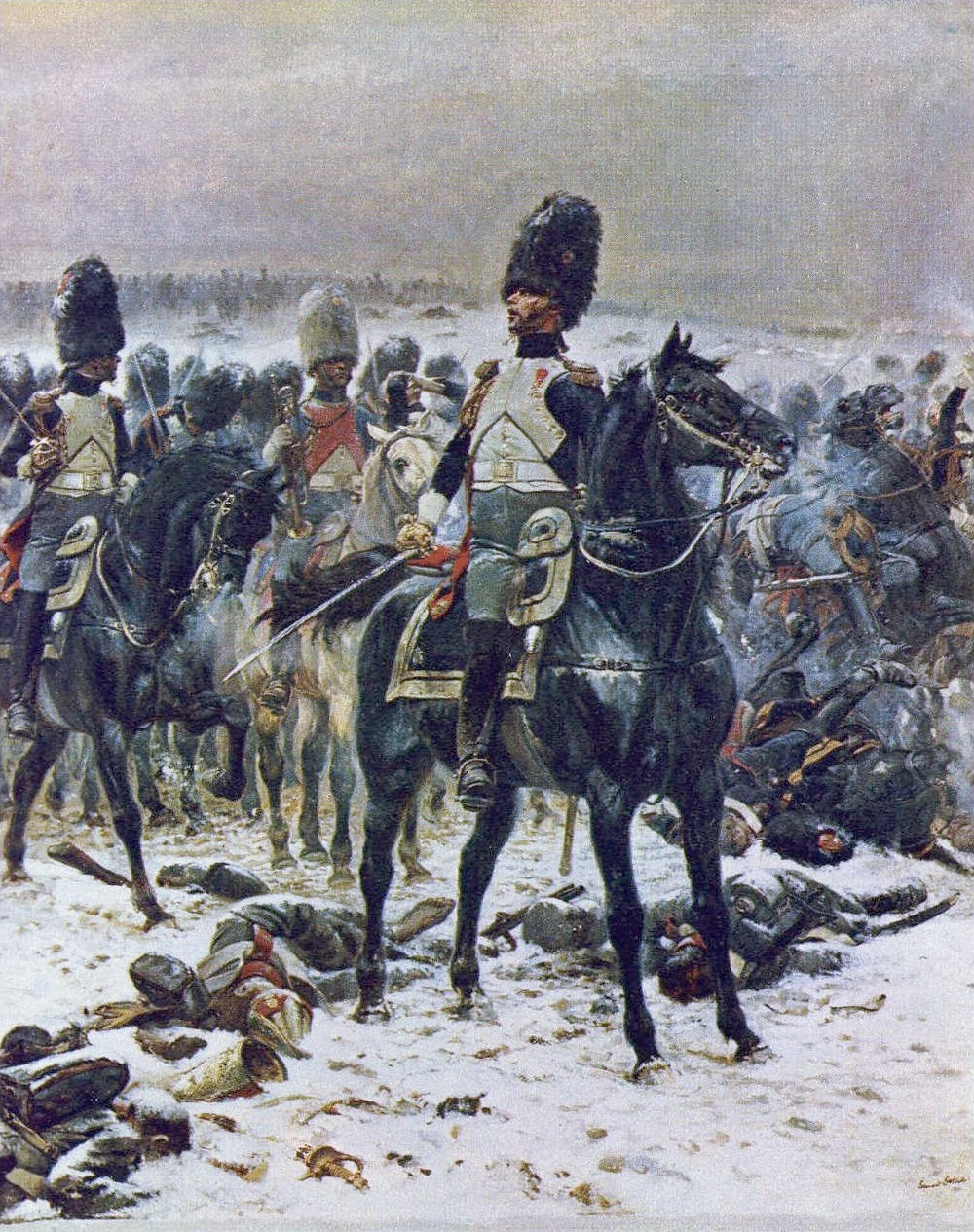
Grenadiers te Paard van de Keizerlijke Garde bij de Slag bij Eylau, aangevoerd door Louis Lepic. Geschilderd door Jean Baptiste Édouard Detaille (1848-1912)

De Grenadiers te Paard van de Keizerlijke Garde (in het Frans: Grenadiers à Cheval de la Garde Impériale) was de zware cavalerie van de Keizerlijke Garde van Napoleon Bonaparte. De Keizerlijke Garde bestond uit verschillende eliteregimenten. Het regiment Grenadiers te Paard was daarbinnen de topelite.
Het regiment heeft indrukwekkende resultaten behaald, onder meer tijdens:
- de Slag bij Marengo
- de Slag bij Austerlitz
- de Slag bij Eylau
- de Slag bij Hanau
- de Slag bij Waterloo.

Als regiment zijn de Grenadiers te Paard nooit door de cavalerie van een vijand verslagen. Vanwege hun moed en onverschrokkenheid, maar ook hun grote arrogantie, hadden zij de bijnaam 'De Goden'. Het regiment werd in 1797 opgericht en ontbonden in 1815.
Het regiment was gehuisvest in de École Militaire in Parijs.

## Ontstaansgeschiedenis
In oktober 1796 besloot de Directoire, het bestuur van Frankrijk, om een garde (een wacht) op te richten om het parlement te beschermen. Deze garde bestond uit manschappen te voet en te paard. Vijf maanden later, op 27 februari 1797, werd besloten om de manschappen te paard de titel van Grenadiers à Cheval (Grenadiers te Paard) te geven. De Grenadiers werden uitgerust met een hoge berenmuts. Op 9 november 1799, in wat bekendstaat als de Staatsgreep van 18 Brumaire van het jaar VIII, greep Napoleon de macht en begon de periode van het Consulaat. Diezelfde dag werd de Garde van de Directoire omgevormd tot Consulaire Garde en een paar dagen later werd de Garde Grenadiers te Paard (nu: Grenadiers à cheval de la Garde Consulaire) gereorganiseerd en uitgebreid. Aan het hoofd kwam een chef de brigade (kolonel) die werd ondersteund door twee chefs d'escadron (eskadronleiders). In de loop van 1801 en 1802 werd het regiment uitgebreid naar vier eskadrons. In december 1804 kroonde Napoleon zich tot keizer en werden de Grenadiers te Paard voortaan de Grenadiers à Cheval de la Garde Impériale genoemd. Tegen het jaar 1813 is het regiment uitgebreid tot zes eskadrons.

## Reputatie van het regiment

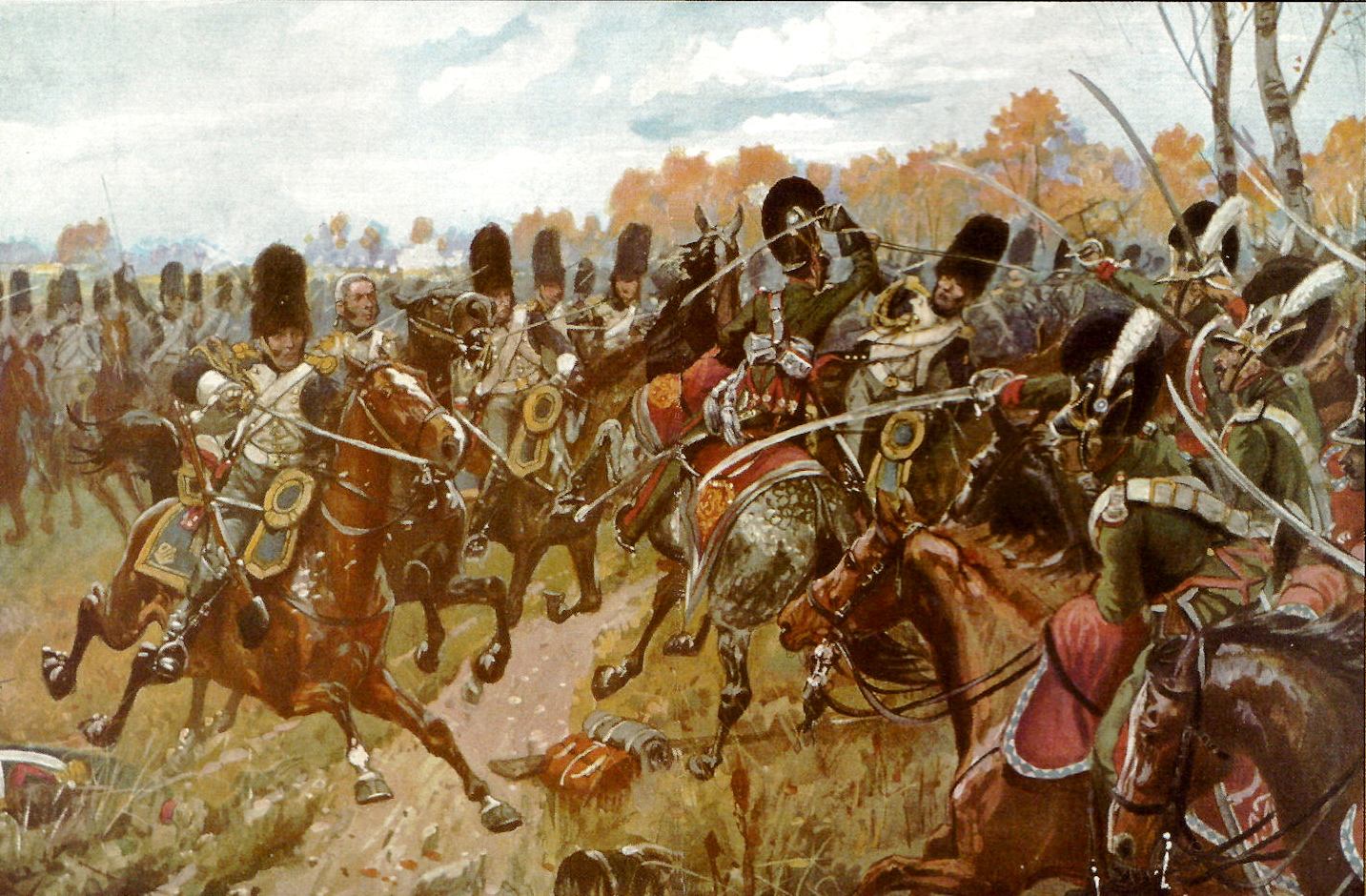
De Grenadiers in de Slag bij Hanau, geschilderd door Richard Knötel

Om bij de Grenadiers te Paard te worden opgenomen, moest een kandidaat aan hoge eisen voldoen. Zijn lengte moest minimaal 176 cm zijn. Hij moest goed kunnen lezen en schrijven. Hij moest minimaal 10 jaar in actieve militaire dienst zijn geweest en in minimaal vier campagnes meegevochten hebben. Ook moest hij een persoonlijke onderscheiding wegens moed hebben ontvangen. Daar stond tegenover dat deze Grenadiers goed werden betaald en dat het eten en de wijn uitstekend was. De Grenadiers werden uitgerust met de beste uniformen en wapens. De paarden waren in de regel zwart en moesten een minimale schofthoogte hebben van 1.60 cm. De Grenadiers waren vrijgesteld van alle corvee en het was hen verboden om officieren van andere regimenten te dienen, bijvoorbeeld het vasthouden van het paard van een officier. De discipline was daarentegen strikt en de opleiding en training zwaar. Een Grenadier van de Keizerlijke Garde had zich te allen tijde waardig te gedragen. Gokken of omgang met lichte vrouwen was verboden. De toegang van vrouwen onder de veertig om de was te doen of om te koken, was verboden. Trouwen was toegestaan, maar alleen met meisjes die een goede reputatie hadden.
Vanwege hun hooghartige en ongenaakbare houding kreeg het regiment de bijnaam 'de Goden'. De Grenadiers stonden bekend om hun trouw aan Napoleon.

## Militaire acties van het regiment
De Grenadiers te Paard werden op het slagveld alleen dan ingezet als de strijd voor Napoleon minder goed dreigde te verlopen. Dan kon dit elitekorps het verschil uitmaken tussen overwinnen of verliezen. De Grenadiers te Paard stonden vaak uren onder zwaar vuur te wachten, rechtop zonder angst te tonen. Dan kreeg het regiment het bevel om op hoge snelheid charges uit te voeren en daarbij alles dat in hun weg stond weg te vagen. In 1805 bij Austerlitz versloeg het regiment de cavalerie van de Russische tsaar en brachten daar zware verliezen aan toe. In 1807 bij Eylau stond het leger van Napoleon tegen een overmacht en zag de uitkomst er voor Napoleon ongunstig uit. Na eerst bij 30 graden onder nul urenlang een bombardement van zo'n 60 Russische kanonnen te hebben doorstaan, stormden de Grenadiers, aangevoerd door kolonel-majoor Louis Lepic, dwars door de Russische linies en veroorzaakten paniek en chaos. Ze voorkwamen dat Napoleon deze slag verloor. In 1812 in Rusland was het aanblik van de Grenadiers te Paard, in linie met hun hoge berenmutsen op hun grote paarden, alleen al voldoende om de Kozakken op de vlucht te laten slaan. Ook tijdens de Slag bij Waterloo maakten de Grenadiers diepe indruk. Het regiment kon echter niet voorkomen dat Napoleon uiteindelijk verloor. Aan het einde van de Slag bij Waterloo verlieten de meeste soldaten van het Franse leger in chaos en wanorde het slagveld. Dat gold niet voor de Grenadiers te Paard van de Keizerlijke Garde. Kapitein Barton van de 12e Lichte Dragonders van het Britse leger beschreef hoe zijn regiment optrok tegen deze colonne reuzen op zwarte paarden. "Wij waren...te zwak om een indruk op hen te maken, zij liepen letterlijk op de meest majestueuze manier het veld af."
Na de Slag bij Waterloo nam Lodewijk XVIII de macht in Frankrijk weer over. Hij ontbond op 25 november 1815 dit, inmiddels legendarische, regiment.

## Officieren van het regiment

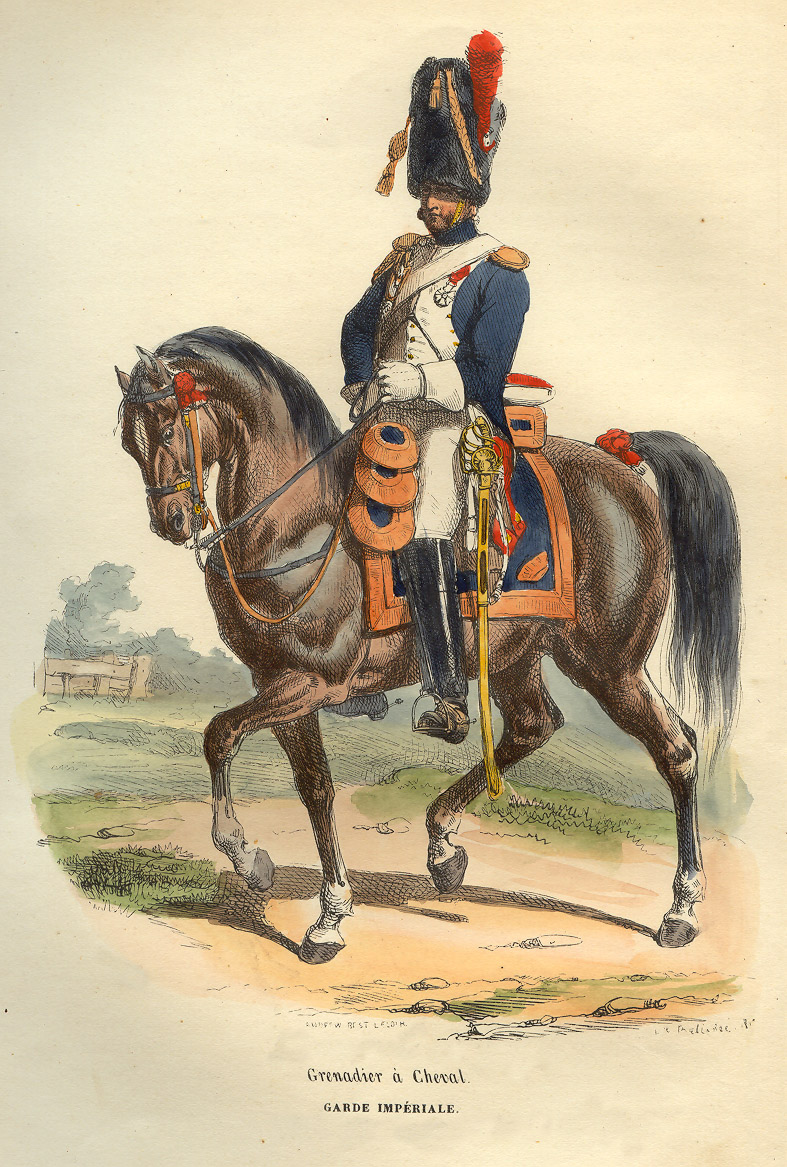
Napoleons Grenadiers te Paard van de Keizerlijke Garde. Geschilderd door Hyppolyte Bellange, 19e eeuw. Uit het boek P.-M. Laurent de L`Ardèche, Histoire de Napoleon, 1843

Het totale regiment bestond gemiddeld uit zo'n 1000 grenadiers. Zij kregen leiding van:
| Chef de brigade / kolonel    | Kolonel-majoor en majoor                                   | Chefs d'escadron (eskadronleiders) tussen 1801 en 1815 |
| ---------------------------- | ---------------------------------------------------------- | ------------------------------------------------------ |
| 1801: Michel Ordener         | 1804: Antoine Oulie (majoor)                               | Clément                                                |
| 1806: Frédéric Henri Walther | 1805: Louis Lepic (kolonel-majoor)                         | Mesmer                                                 |
| 1813: Claude Étienne Guyot   | 1805: Louis Pierre Aimé Chastel (kolonel-majoor)           | Antoine Rémy                                           |
|                              | 1812: Remy Joseph Isidore Exelmans (majoor)                | Pierre Maufroy (vanaf 14 febr. 1807)                   |
|                              | 1813: Bertrand Pierre Castex (majoor)                      | Dujon                                                  |
|                              | 1814: Louis-Marie Levesque de Lafèrriere (majoor)          | Jean-Baptiste Perrot                                   |
|                              | 1814: Jean-Baptiste Auguste Marie Jamin de Bermuy (majoor) | François Pierre Joseph Hardy                           |
|                              |                                                            | Morin                                                  |
|                              |                                                            | Jean-Louis Venières                                    |
|                              |                                                            | Pernet                                                 |
|                              |                                                            | René Jacques Henry Delaporte                           |
|                              |                                                            | Jimcker                                                |